# Jasionów (gromada)
Jasionów – dawna gromada, czyli najmniejsza jednostka podziału terytorialnego Polskiej Rzeczypospolitej Ludowej w latach 1954–1972.
Gromady, z gromadzkimi radami narodowymi (GRN) jako organami władzy najniższego stopnia na wsi, funkcjonowały od reformy reorganizującej administrację wiejską przeprowadzonej jesienią 1954 do momentu ich zniesienia z dniem 1 stycznia 1973, tym samym wypierając organizację gminną w latach 1954–1972.
Gromadę Jasionów z siedzibą GRN w Jasionowie utworzono – jako jedną z 8759 gromad na obszarze Polski – w powiecie brzozowskim w woj. rzeszowskim na mocy uchwały nr 18/54 WRN w Rzeszowie z dnia 5 października 1954. W skład jednostki weszły obszary dotychczasowych gromad Jasionów i Wzdów ze zniesionej gminy Haczów oraz obszar dotychczasowej gromady Turzepole ze zniesionej gminy Grabownica Starzeńska w tymże powiecie. Dla gromady ustalono 26 członków gromadzkiej rady narodowej.
30 czerwca 1960 do gromady Jasionów włączono wieś Buków ze zniesionej gromady Trześniów w tymże powiecie.
31 grudnia 1961 do gromady Jasionów włączono wieś Zmiennica ze zniesionej gromady Malinówka w tymże powiecie.
Gromada przetrwała do końca 1972 roku, czyli do kolejnej reformy gminnej.